# Steam Wheel Tank
Steam Wheel Tank je bil prototipni tank ameriške vojske v prvi svetovni vojni. Znan je bil tudi kot 3 Wheeled Steam Tank,  the Holt Steam Tank in Holt 150 Ton Field Monitor. Tank je izdelalo podjetje Holt Manufacturing Company (zdaj imenovano Caterpillar Inc.).
Tank je bil zgrajen nekje med letoma 1916 in 1917. Bil je eden prvih modelov tanka narejen v tovarni Holt Manufacturing Company. Bil je tretji model tanka v ZDA. Poganjala ga je para. Začetni projekti tankov so uporabljali paro kot pogon zato, ker motorji na fosilna goriva niso bili še dovolj močni. Za gorivo je uporabljal kerozin. Ta tank je bil bolj podoben traktorju. Imel je dva kolesa na zadnji osi in eno kolo na prednji osi. Top je bil pritrjen nizko spredaj, mitraljez pa na stranskih odprtinah.